# Zourab Kokoïev
Zourab Revazovitch Kokoïev (russe : Зураб Ревазович Кокоев), né le 14 février 1960 à Tskhinval, dans l'Oblast autonome d'Ossétie du Sud, RSS de Géorgie (alors en Union soviétique), est un homme politique et dirigeant ossète, ancien premier ministre d'Ossétie du Sud et membre actuel du Parlement de l'Ossétie du Sud et également du comité pour la construction, les industries, les communications et les transports. Il est également leader du Parti Unité, allié de l'ex-président sud-ossète Edouard Kokoïty.

## Biographie
Kokoïev fut premier député d'octobre 2003 au 31 décembre 2005 et Premier ministre entre mai et juin 2005,. Avant ça, il fut à la tête du district de Tskhinvali depuis 2002.
Kokoïev est marié et a une fille.